# John Börjesson (tidningsman)
Johan "John" Martin Didrik Börjesson, född 28 november 1885 i Barkåkra församling, Kristianstads län, död 10 januari 1955 i Hedvigs församling i <Norrköping, Östergötlands län, var en svensk tidningsman.
John Börjesson blev student 1905 och medarbetare i Vårt Land 1907–1908. Åren 1908–1918 var han redaktionssekreterare i Norrköpings Tidningar och 1918–1921 var han andre redaktör och politisk medarbetare i Göteborgs Morgonpost. Åren 1921–1929 var Börjesson andre redaktör i Norrköpings Tidningar och 1922 blev han ansvarig utgivare för tidningen, där han blev chefredaktör år 1929. Han hade en framträdande roll i olika pressammanslutningar och i Norrköpings kommunala liv.
John Börjesson var son till tullvaktmästaren Johan Börjesson och Mathilda Korfitzon. Han gifte sig första gången 1913 med Gretchen Heyden (död 1920) och andra gången 1926 med medicine licentiat Gärda Petersson-Börjesson (1890–1951).